# Loiret
El departamento de Loiret es un departamento francés de la región de Centro-Valle del Loira. Tiene una población estimada, a inicios de 2022, de 686 200 habitantes.
El INSEE y el Correo le atribuyen el código 45. Su capital es Orleans, que es también la capital de la región. 
Situado a unos 100 km al sur de París, debe su nombre al río Loiret.

## Historia
La historia de Loiret, como entidad administrativa, comienza el 22 de diciembre de 1789, por decreto de la Asamblea Nacional Constituyente que entró en vigor pocos meses después, el 4 de marzo de 1790. Se compone de parte de las antiguas provincias de Orléanais y Berry.
El Valle del Loira estuvo ocupado en el Paleolítico, como atestiguan los numerosos yacimientos arqueológicos del departamento. Los celtas estuvieron aquí, aportando artesanía y comercio, y los romanos ocuparon la zona tras las guerras galas. Construyeron carreteras y fundaron ciudades como Cenabum, en el emplazamiento de la actual Orleans, y Sceaux-du-Gâtinais. Hacia el año 451, los hunos invadieron la región, pero fueron derrotados antes de llegar a Cenabum. Los francos llegaron al Loira y Clodoveo I reinó en la zona. Durante el reinado de Carlomagno se produjo una época de paz y prosperidad.

## Geografía
El departamento tiene una superficie de 6775 km². La parte noroeste del departamento se encuentra en la región productora de trigo conocida como Beauce, una meseta ondulada con algunas de las mejores tierras agrícolas de Francia. Esta zona fue muy popular entre la aristocracia francesa en la Edad Media y el Renacimiento, y hay muchos castillos históricos en el departamento, como el Château d'Augerville, el Château de Bellegarde, el Château de Gien, el Château du Hallier, el Château de Meung-sur-Loire, el Château de Sully-sur-Loire y el Château de Trousse-Barrière.
Limita con los departamentos de Essonne, Sena y Marne, Yonne, Nièvre, Cher, Loir y Cher, y Eure y Loir.
Está atravesado de este a oeste por el río Loira. Otros ríos importantes del departamento son el Loing, que riega Montargis; el Essonne; el Cosson y el Beuvron. 
En el norte y noroeste del río Loira se extiende la Beaucé con sus campos de cultivo cerealista así como el monte de Orleans. En el noreste, en torno a Montargis, se encuentra el Gatinés, región esencialmente agrícola. En el sur del Loira, se encuentra el Bosque de Orléans, una vasta masa forestal con numerosos lagos.

## Demografía
La evolución del número de habitantes desde 1801 ha sido la siguiente:
| 1801    | 1831    | 1841    | 1851    | 1856    | 1861    | 1866    |
| ------- | ------- | ------- | ------- | ------- | ------- | ------- |
| 286.050 | 305.276 | 318.452 | 341.029 | 345.115 | 352.757 | 357.110 |
| 1872    | 1876    | 1881    | 1886    | 1891    | 1896    | 1901    |
| 353.021 | 360.903 | 368.526 | 374.875 | 377.718 | 371.019 | 366.660 |
| 1906    | 1911    | 1921    | 1926    | 1931    | 1936    | 1946    |
| 364.999 | 364.061 | 337.224 | 341.225 | 342.679 | 343.865 | 346.918 |
| 1954    | 1962    | 1968    | 1975    | 1982    | 1999    | 2022    |
| 360.523 | 389.854 | 430.629 | 490.189 | 535.669 | 618.126 | 686.200 |

Las mayores ciudades del departamento son (datos del censo de 1999):
- Orléans: 113.126 habitantes, 263.292 en la aglomeración, que asimismo incluye otras poblaciones, como Fleury-les-Aubrais (20.690 hab,  segunda comuna del departamento por población), Olivet (19.195 hab, tercera del departamento), Saint-Jean-de-Braye (17.758 hab, cuarta), Saint-Jean-de-la-Ruelle (16.560 hab, quinta), Saran (14.797, octava).
- Montargis: 15.030 habitantes, 44.653 en la aglomeración, que también incluye –entre otras- Châlette-sur-Loing (13.969 hab.) y Amily (11.497 hab.).
- Gien: 15.332 habitantes, 17.894 en la aglomeración.
- Pithiviers: 9.242 habitantes, 12.749 en la aglomeración.

## Política
El presidente del Concejo Departamental es Marc Gaudet, de la Unión de los Demócratas e Independientes (UDI).
Las principales atribuciones del Concejo Departamental son elaborar y votar normas que afectan el futuro del departamento en muchas áreas. El Presidente del Concejo es el titular del ejecutivo departamental.
También existe la figura del prefecto, que representa al Estado francés y es nombrado directamente por el presidente de la República. Actualmente ejerce funciones fundamentalmente administrativas.